# Мура 05
«Му́ра 05» (словен. Nogometni klub Mura 05) — колишній словенський футбольний клуб з Морска-Соботи. Заснований 2005 року, розформований 2013 року.

## Статистика виступів
| Сезон   | Ліга               | Місце | Примітки                    |
| ------- | ------------------ | ----- | --------------------------- |
| 2005–06 | Третя ліга Південь | 1     |                             |
| 2006–07 | Друга ліга         | 7     |                             |
| 2007–08 | Друга ліга         | 5     |                             |
| 2008–09 | Друга ліга         | 4     |                             |
| 2009–10 | Друга ліга         | 6     |                             |
| 2010–11 | Друга ліга         | 5     |                             |
| 2011–12 | Перша ліга         | 3     | Кваліфікація до Ліги Європи |
| 2012–13 | Перша ліга         | 9     | Клуб розформовано           |

## Виступи у єврокубках

### Результати
| Турнір           | І | В | Н | П | ГЗ | ГП | Сезони  |
| ---------------- | - | - | - | - | -- | -- | ------- |
| Ліга Європи УЄФА | 8 | 2 | 3 | 3 | 7  | 8  | 2012–13 |

### Матчі
| Сезон   | Турнір      | Раунд | Суперник       | Вдома | В гостях | Загалом |
| ------- | ----------- | ----- | -------------- | ----- | -------- | ------- |
| 2012–13 | Ліга Європи | 1Кв   | Баку           | 2–0   | 0–0      | 2–0     |
| 2012–13 | Ліга Європи | 2Кв   | ЦСКА (Софія)   | 0–0   | 1–1      | 1–1 (ч) |
| 2012–13 | Ліга Європи | 3Кв   | Арсенал (Київ) | 0–2   | 3–01     | 3–2     |
| 2012–13 | Ліга Європи | ПР    | Лаціо          | 0–2   | 1–3      | 1–5     |

Notes
- УЄФА присудило «Мурі 05» технічну перемогу у матчі, оскільки за Арсенал (Київ) зіграв Ерік Матуку, який був дискваліфікований на перший матч. Сам матч закінчився перемою київської команди 3:0[2]